# بلک هاوک (کلرادو)
بلک هاوک (به انگلیسی: Black Hawk) شهری در ایالت کلرادو کشور ایالات متحده آمریکا است که جمعیت آن در سرشماری سال ۲۰۱۰ میلادی، ۱۱۸ نفر بوده‌است.